# این رفتارت را دوست دارم
این رفتارت را دوست دارم یک مجموعه تلویزیونی کمدی موقعیت آمریکایی است که ماجراهای آن عمدتاً در نیویورک سیتی می‌گذرد. این مجموعه زندگی دو خواهر به نام‌های والری تایلر (جنی گرث) و هالی تایلر (آماندا باینس) را روایت می‌کند. این سریال محصول شبکه تلویزیونی برادران وارنر بود و ۸۶ قسمت داشت که پخش آن از ۲۰ سپتامبر ۲۰۰۲ تا ۲۴ مارس ۲۰۰۶ به طول انجامید. به استثنا یک دوره کوتاه در اوایل فصل دوم، این رفتارت را دوست دارم در اول فهرست برنامه‌های کمدی جمعه شب‌های شبکه برادران وارنر قرار داشت.

## بازیگران و شخصیت‌ها

### شخصیت‌های اصلی
- آماندا باینس در نقش هالی تایلر
- جنی گرث در نقش والری "وال" تایلر
- وزلی جاناتان در نقش گری تروپ
- سیمون رکس در نقش جف (فصل ۱)
- لزلی گروسمن در نقش لارن (بازیگر مهمان در فصل ۱، بازیگر ثابت در فصل ۴-۲)
- مایکل مک‌میلیان در نقش هنری گیبسون (فصل ۳-۱ بازیگر مهمان، فصل ۲ بازیگر ثابت)
- الیسون مان در نقش تینا هاون (بازیگر ثابت فصل ۴-۲)
- نیک زانو در نقش وینس (بازیگر ثابت فصل ۴-۲)
- دن کورتز در نقش ویک ملادئو (فصل ۱ بازیگر مهمان، فصل ۴ بازیگر ثابت)

### شخصیت‌های مهمان
- دیوید د لاتور در نقش بن شفیلد (حضور در فصل ۳)
- استیفن دانهام در نقش پیتر (حضور در فصل ۲)
- ادوارد کر در نقش ریک (حضور در فصل ۳-۲)